# Fitor (Aude)
Fitor (en francès Fitou) és un municipi francès, situat a la comarca de Fitor, departament de l'Aude i regió d'Occitània.
Als seus habitants se'ls coneix en idioma francès pel gentilici Fitounais.

## Cultura i productes
És una comuna amb grans extensions dedicades al cultiu de ceps i vinyés, és centre d'una denominació d'origen vinícola:
- Vins de pays, equivalent a la categoria espanyola de "vins de la terra" de la denominació d'origen Vin de pays des Coteaux du Littoral Audois, establerta per Decret 2000/848 de l'1 setembre de 2000.

- . Vins amb la denominació d'origen AOC Fitou

## Demografia
| Evolució de la població |      |      |      |      |      |      |      |      |
| 1793                    | 1800 | 1806 | 1821 | 1831 | 1836 | 1841 | 1846 | 1851 |
| -                       | -    | -    | -    | -    | -    | -    | -    | -    |

| 1856 | 1861 | 1866 | 1872 | 1876 | 1881 | 1886 | 1891 | 1896 |
| ---- | ---- | ---- | ---- | ---- | ---- | ---- | ---- | ---- |
| -    | -    | -    | -    | -    | -    | -    | -    | -    |

| 1901 | 1906 | 1911 | 1921 | 1926 | 1931 | 1936 | 1946 | 1954 |
| ---- | ---- | ---- | ---- | ---- | ---- | ---- | ---- | ---- |
| -    | -    | -    | -    | -    | -    | -    | -    | -    |

| 1962 | 1968 | 1975 | 1982 | 1990 | 1999 | 2006 | 2011 | 2016 |
| ---- | ---- | ---- | ---- | ---- | ---- | ---- | ---- | ---- |
| 544  | 555  | 537  | 542  | 579  | 676  | -    | -    | -    |

| 2019 | - | - | - | - | - | - | - | - |
| ---- | - | - | - | - | - | - | - | - |
| -    | - | - | - | - | - | - | - | - |